# Fluxo piroclástico

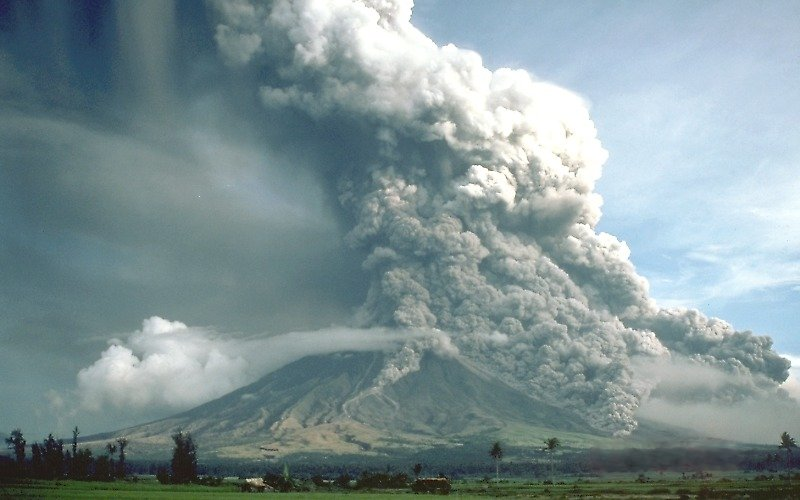
Fluxos piroclásticos descem através das encostas do Vulcão Mayon, nas Filipinas, em 1984.

Os fluxos piroclásticos (também conhecida como nuvem piroclástica ou onda piroclástica) são o resultado devastador de algumas erupções vulcânicas. Constituem corpos fluidos, velozes, compostos de gás quente e piroclastos (cinza e pedra) que podem viajar com velocidade de até 160 km por hora. O gás está normalmente numa temperatura entre 100–11 500 graus Celsius. Os fluxos piroclásticos normalmente se deslocam rente ao solo, acompanhando as irregularidades do relevo.
Os volumes das nuvens variam de cem metros cúbicos a mais de mil quilômetros cúbicos, e os maiores podem viajar por centenas de quilômetros, embora nenhum nessa escala tenha ocorrido em cem mil anos. A maioria dos fluxos são ao redor de um a dez quilômetros cúbicos e viajam por vários quilômetros. Os fluxos normalmente consistem em duas partes — o fluxo acompanha o chão e contém pedras grossas grandes e lança fragmentos, enquanto outras partes da nuvem de cinza saem por cima da nuvem mais intensa devido à turbulência entre o fluxo e o ar sobrejacente.
Enquanto se movendo, a energia cinética das pedras aplainam árvores e edifícios em seu caminho. Os gases quentes e a velocidade alta são letais. Por exemplo, os povoados de Pompeia e Herculano na Itália famosamente foram engolfados por eles no ano de 79 d.C. com grande perda de vidas e em junho 1997 fluxos mataram 20 pessoas na ilha de Caraíbas de Montserrat.
Contudo, o maior fenômeno que se tem conhecimento foi o fluxo expelido pelo Monte Pelée, em Saint Pierre, em 1902.